# Чічілакі

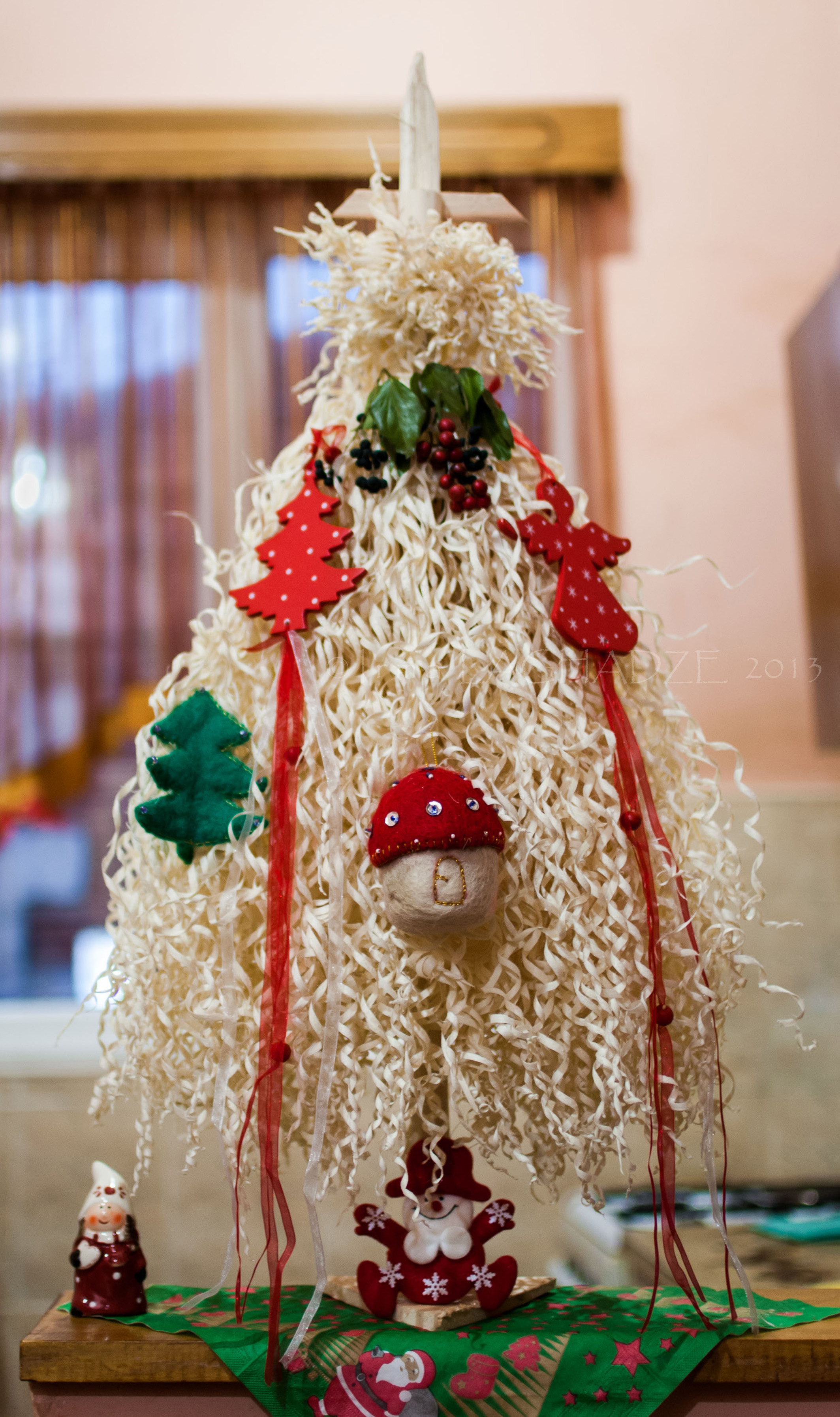
Чічілакі із орнаментальним оздобленням

Чічілакі (груз. ჩიჩილაკი) — традиційна грузинська різдвяна ялинка витісують із висушених гілок ліщини, які розділяють таким чином аби придати їм форму невеликого хвойного деревця. Ці кольорові орнаментальні оздоблення можуть мати різну висоту від 20 см до 3 метрів. Чічілакі найпоширеніші атрибути святкування у регіонах Гурія і Мінгрелія, що біля Чорного моря, а також зустрічаються у сувенірних магазинах довкола столиці Тбілісі.

## Традиції

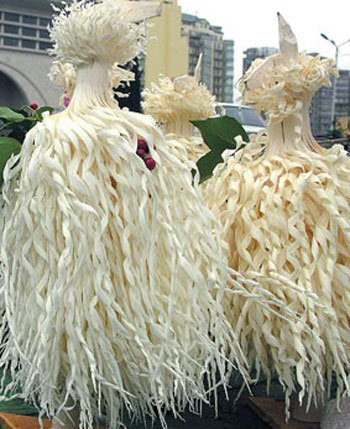
Чічілакі на ринку

Виготовлення традиційних чічілакі є важливою складовою Грузинського православного свята Різдва, яке святкують 7 січня. В Грузії вважають, що таке поголене дерево символізує відому бороду св. Василія Великого, який, як вважають, відвідує людей під час Різдва, аналогічно до традицій пов'язаних із Санта-Клаусом. Також чічілакі символізує дерево життя, символ надії для Грузинів.
Кожен рік, люди подають у кіоски аби купити чічілакі і прикрасити їх дрібними фруктами та ягодами. Яблука, гранати і марена вішаються на дерево як приношення небесам для хорошого врожаю.
Потім ці чичилакі церемоніально спалюють на день перед православним Грузинським святом Богоявлення 19 січня, що символізує відхід усіх тривог з минулого року. Деякі родини у Мінгрелії купляють чічілакі своїм рідним, що недавно померли.

## Заборона в Радянському Союзі
Під час Радянської окупації Грузії в 1921, продаж чічілакі було заборонено, оскільки радянська влада вбачала в ньому релігійний символ. Хоча вони дозволили Грузинам зберегти деякі аспекти своєї культури, вони засудили все, що мало якусь подібність до релігійних звичаїв. Цей указ про заборону залишався чинним до самого падіння Радянської влади в Грузії в 1990. З тих пір популярність чічілаків знову зросла.

## Екологічні аспекти
Використання чічілакі як Різдвяної декоративної прикраси в Грузії здебільшого вважають більш гуманним ніж зрізання соснових дерев чи ялинок. Оскільки їх роблять із зрізаних гілок, це вважають корисним для здоров'я дерев.
Уряд Грузії вжив заходів щодо збереження довкілля ввівши великі штрафи, якщо будь-хто зрізуватиме чи транспортуватиме соснові дерева за межами зареєстрованих господарств. Штраф становить приблизно US$1200 (£765), що втричі більше середньої місячної зарплатні. А також влада посилила патруль лісів по всій країні.
Внаслідок Російсько-грузинської війни в 2008, ліси поблизу окупованого регіону Південної Осетії були знищені, що трагічно сприйняли громадяни Грузії.

## Галерея

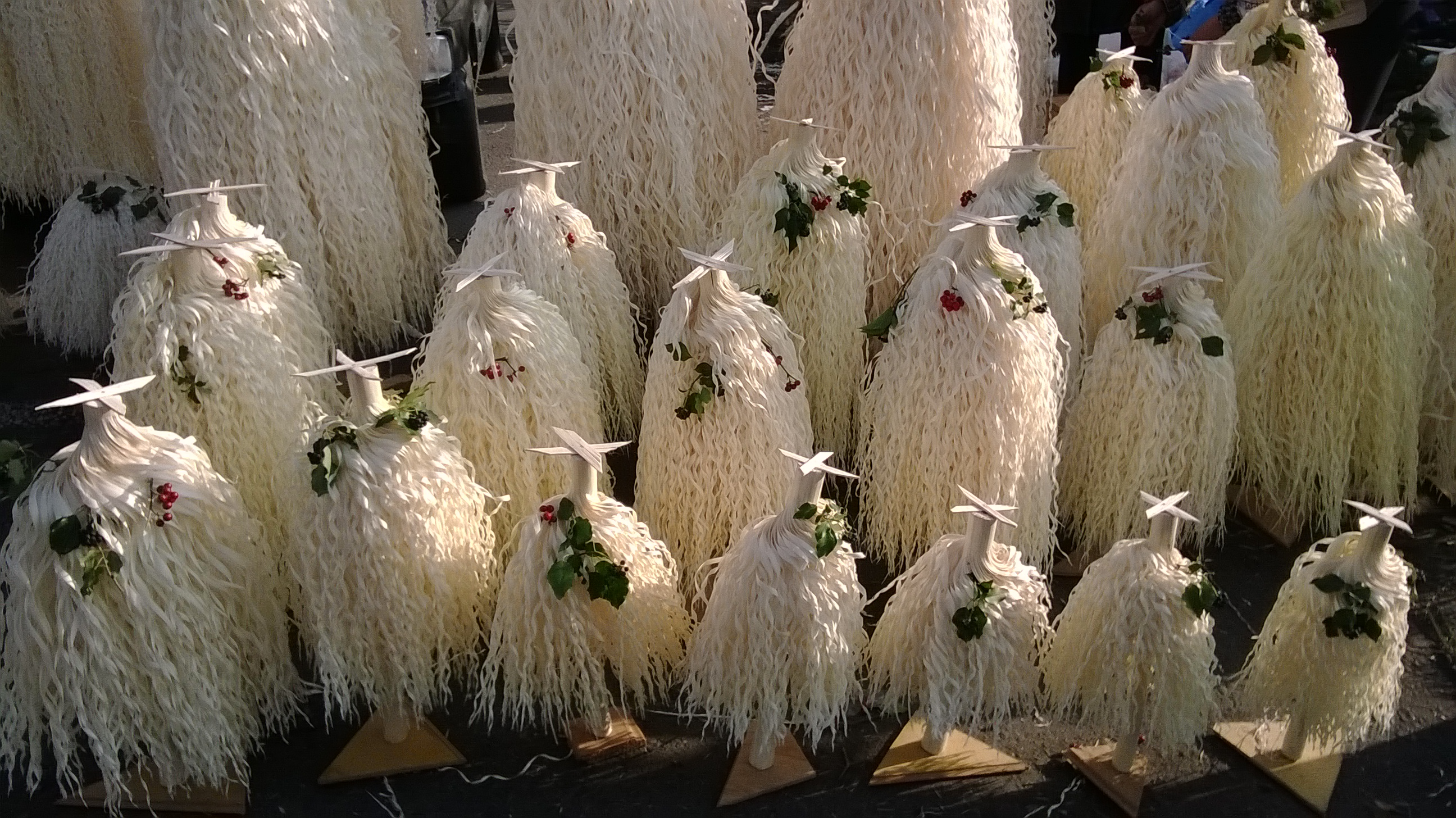
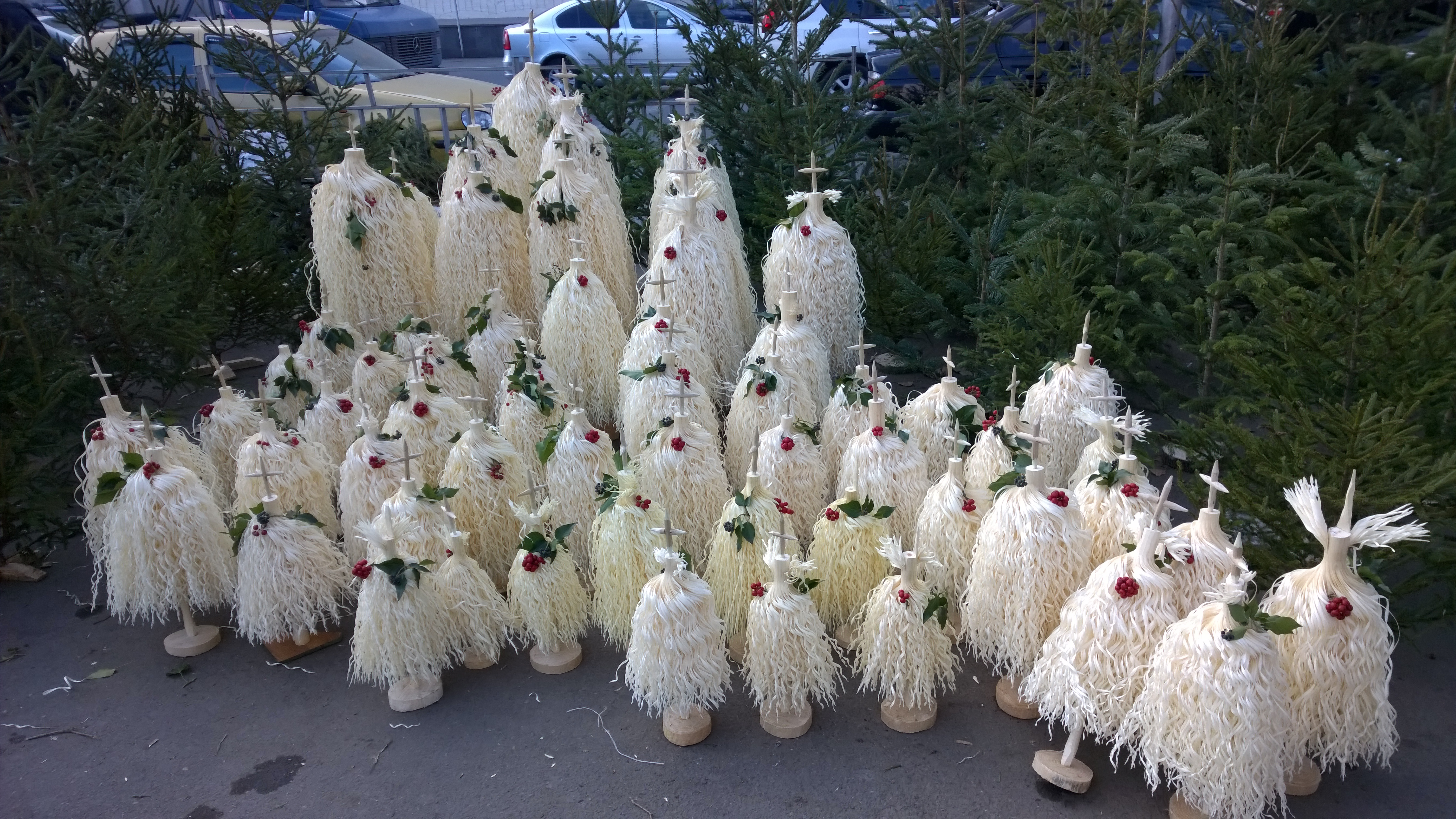
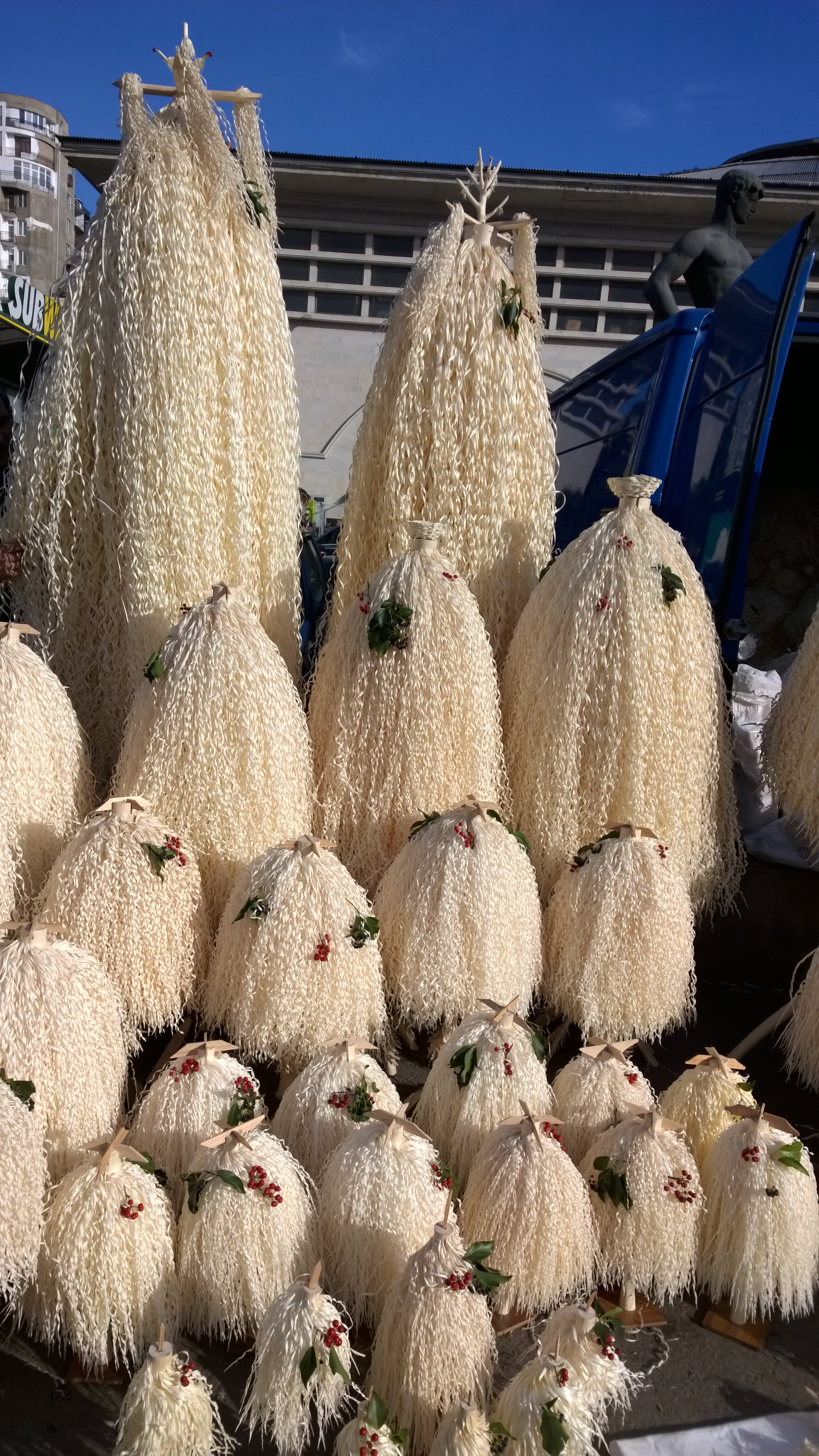
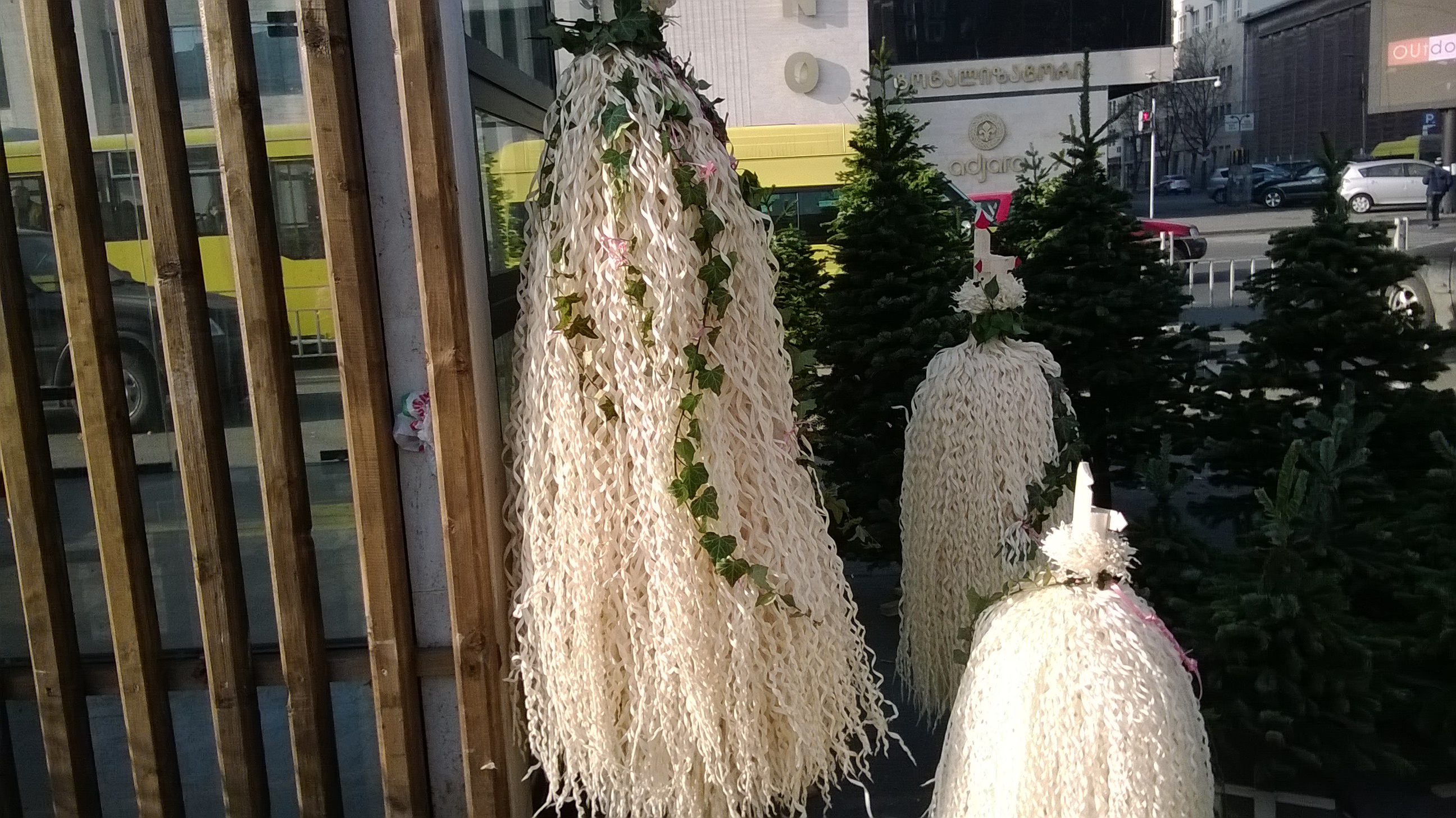
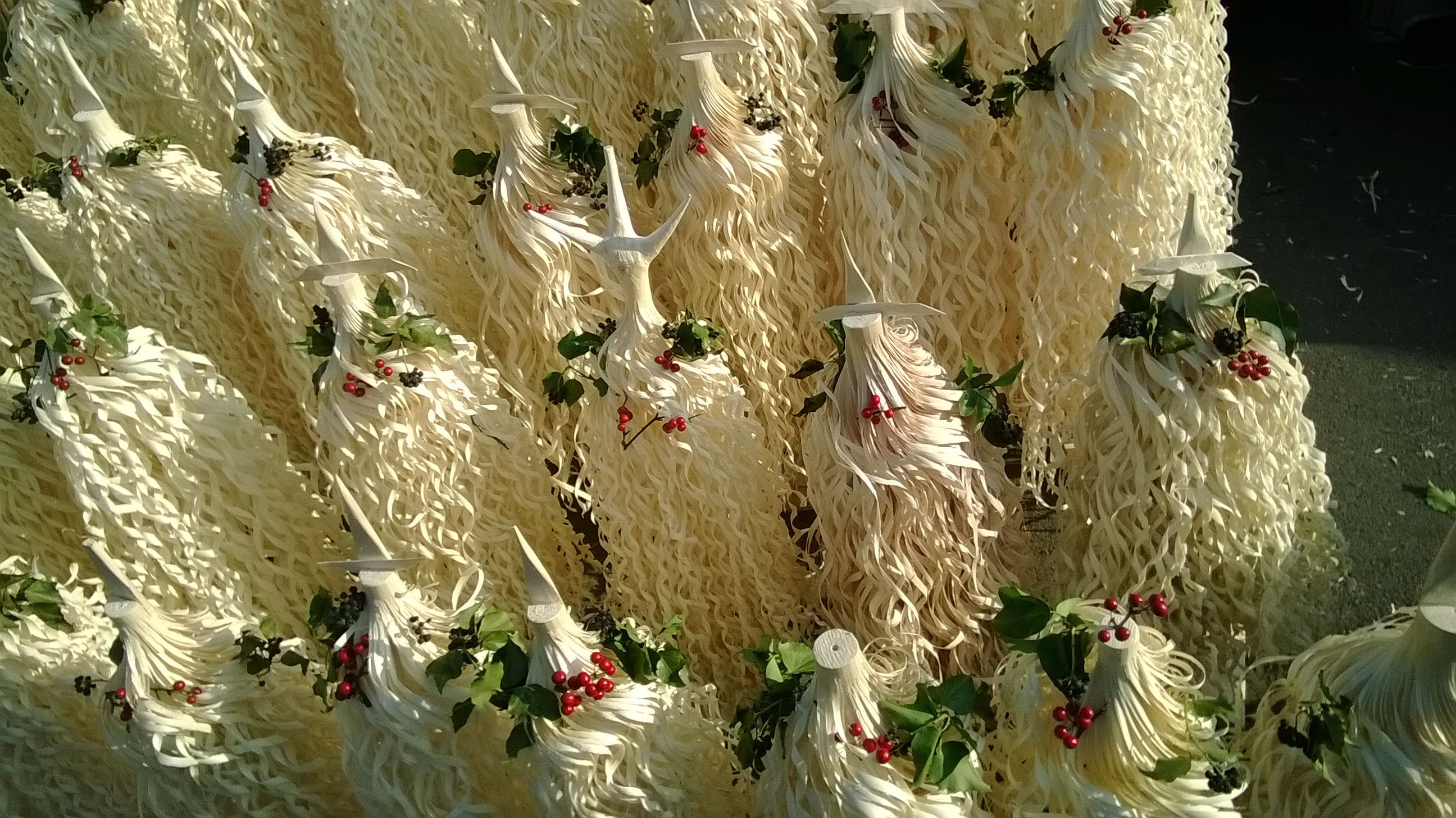